# Femme Fatale (låt av Evdokia Kadi)
Femme Fatale är en låt framförd av den cypriotiska sångerskan Evdokia Kadi. Låten var Cyperns bidrag i Eurovision Song Contest 2008 i Belgrad i Serbien. Låten är skriven av Nicos Evagelou och Vangelis Evangelou.
Bidraget framfördes i den andra semifinalen den 22 maj och fick 36 poäng vilket gav en femtonde plats, inte tillräckligt för att gå vidare till finalen.